# José Manuel Franco Pardo
José Manuel Franco Pardo (A Pobra do Brollón, 8 de setembre de 1957) és un polític espanyol del PSOE, des de setembre de 2017 secretari general del Partit Socialista Obrer Espanyol de la Comunitat de Madrid (PSOE-M).
És llicenciat en Dret i funcionari de carrera del Ministeri de Defensa. Membre del PSOE, és diputat en l'Assemblea de Madrid des de 1995, l'any en què el seu partit va perdre el Govern de la Comunitat de Madrid, havent exercit nombrosos càrrecs en la càmera madrilenya. Així mateix, ha format part de l'executiva del PSOE de Madrid sota els lideratges de Rafael Simancas i Tomás Gómez Franco. Després de la destitució d'aquest últim com a secretari general al febrer de 2015, va exercir les funcions de portaveu del Grup Socialista en l'Assemblea de Madrid fins a les eleccions autonòmiques del 24 de maig de 2015, en les quals el candidat del PSOE va ser Ángel Gabilondo, que obutvo 37 diputats. Des del 9 de juny de 2015 és portaveu adjunt del Grup Socialista en l'Assemblea de Madrid.
Durant les primàries del PSOE del 21 de maig de 2017, va coordinar la campanya de Pedro Sánchez en la Comunitat de Madrid, que va obtenir la victòria i va tornar al lideratge del partit. En les primàries celebrades el 30 de setembre de 2017, va obtenir el 71 % dels vots, sent triat secretari general del PSOE de la Comunitat de Madrid.
En 2017 va defensar que en un estat federal resultat d'una possible reforma de la constitució, Madrid havia de ser una entitat més de l'estat, i que, si hagués de ser nació, «que ho sigui dins de l'Estat espanyol, no deu espantar-nos el nom».